# Euphyia scortea
Euphyia scortea är en fjärilsart som beskrevs av Swinhoe 1891. Euphyia scortea ingår i släktet Euphyia och familjen mätare. Inga underarter finns listade i Catalogue of Life.